# Stypommisa u-nigrum
Stypommisa u-nigrum är en tvåvingeart som beskrevs av Philip 1977. Stypommisa u-nigrum ingår i släktet Stypommisa och familjen bromsar. Inga underarter finns listade i Catalogue of Life.